# Volkswagen Golf IV
Pour l’article homonyme, voir Volkswagen Golf.
La Volkswagen Golf IV est une berline compacte du constructeur automobile allemand Volkswagen commercialisée de septembre 1997 au 1er janvier 2004 en Europe. Sa carrière continue bien au-delà sur d'autres marchés, pour finalement s'achever en 2014 au Brésil. 
La Golf IV est la remplaçante de la Golf III, et fut elle-même remplacée par la Volkswagen Golf V le 31 octobre 2003.

## Historique
Apparue en janvier 1998 en concession, la Golf IV succède à la Golf III qui, en 8 ans, a été vendue à près de 5 millions d'exemplaires.

## Gamme
Janvier 1998 : 
- Dix motorisations:
  - Essence : 1,4 16V 75 ch,1,6 8V 100 ch, 1,8 T 150 ch et 2,3 VR5 150 ch.
  - Diesel : 1,9 SDI 68 ch et 1,9 TDI 90 -1.9TDI 100- 110 1,9TDI - 115 1,9TDI - 130 1.9TDI - 150

- Base : ABS, deux airbags, direction assistée, quatre vitres électriques, verrouillage centralisé, sièges réglables en hauteur, volant réglable en hauteur et profondeur, banquette 40/60.

- Sport : Base + ordinateur de bord, châssis sport, jantes plus de 15 pouces de large, antibrouillards, verrouillage centralisé par télécommande.

- Confort : Sport + volant et levier de vitesse gainés de cuir, climatisation automatique, sellerie velours.

- GTI : Confort + suspensions sport, sièges baquets RECARO, intérieur bois de myrte noir.

Mars 1998: apparition de la version Cabriolet, qui n'est en fait qu'une Golf Mk.3 Cabriolet restylée principalement au niveau de la face avant et du pare-chocs arrière mais avec un équipement supérieur à sa devancière. L'intérieur et les motorisations ~ essence 1.6L 75 ch & 2.0L 115 ch (=Golf Mk.3 GTI 8v) + TDI 90 ch & 110 ch ~ sont issus directement de la Golf Mk.3, avec quelques améliorations.
En raison de cette particularité, cette génération de Golf Cabriolet est souvent appelée Mk.3,5 par les passionnés du modèle.
La production de la Golf IV Cabriolet fut arrêtée à l'été 2002, avec, pour le marché français exclusivement, une série limitée suréquipée et numérotée sur les derniers 500 châssis. Elle fut baptisée Collector. Il s'agit de la dernière génération de Golf cabriolet à arborer un arceau.
Octobre 1998 : airbags latéraux de série.
Mai 1999 : climatisation sur Base et Sport, radio CD sur Confort.
Juin 1999 : apparition de la version Break.
Novembre 1999 : moteur essence 2,8 V6 204 ch avec transmission intégrale 4Motion.
Mars 2000 : 4Motion sur TDI 115 et climatisation sur version Break.
Juillet 2000 : moteur essence 1,6 16V 105 ch.
Octobre 2000 : moteur diesel 1.9 TDI 100 ch et 1.9 TDI 150 ch avec BVM6.
Juin 2001 : apparition de l'ESP sur toutes les versions, ainsi que de nouvelles finitions.
- Confort Plus : radio CD, climatisation automatique.

- Sport Plus : châssis sport.

- Carat : sellerie cuir, régulateur de vitesse, capteur de pluie et de luminosité, radio CD, jante alu.

Septembre 2001 : moteur diesel 1.9 TDI 130, le VR5 passe à 170 ch et peut recevoir la boîte Tiptronic.
Mai 2002 : série spéciale Édition sur moteur diesel 1,9 TDI 90 ch.
Juillet 2002 : série Match avec Radio CD, climatisation automatique, châssis sport, suspension sport.
Décembre 2002 : version R32 V6 241 ch avec 4Motion, jantes de 18 pouces, la GTI passe à 180 ch.
Avril 2003 : série Match II, basé sur Match + volant cuir, radar de recul, compteurs à cerclage chromé.
Septembre 2003 : série Wembley avec climatisation manuelle.
2004 : Fin des séries Match II et R32 avec arrêt définitif de la production de la Golf IV pour le marché européen.

## Motorisations
| Moteur          | Désignation moteur              | Type                                                                                | Suralimentation                         | Cylindrée                    | Puissance                                                                               | Couple                                                                                         | Boîte             | Vitesse max.                        | CV              |
| Moteurs Essence | Moteurs Essence                 | Moteurs Essence                                                                     | Moteurs Essence                         | Moteurs Essence              | Moteurs Essence                                                                         | Moteurs Essence                                                                                | Moteurs Essence   | Moteurs Essence                     | Moteurs Essence |
| --------------- | ------------------------------- | ----------------------------------------------------------------------------------- | --------------------------------------- | ---------------------------- | --------------------------------------------------------------------------------------- | ---------------------------------------------------------------------------------------------- | ----------------- | ----------------------------------- | --------------- |
| 1.4             | AHW/AXP/BCA/AKQ/APE/AUA         | 4 cylindres en ligne - 16S                                                          | -                                       | 1 390 cm3                    | 75 ch à 5 000 tr/min                                                                    | 12,8 mkg à 3 300 tr/min                                                                        | BM5               | 174 km/h                            | 6               |
| 1.6             | AKL/AEH/APF ATN/AUS/AZD/BCB BAD | 4 cylindres en ligne - 8S 4 cylindres en ligne - 16S 4 cylindres en ligne 16s (fsi) | -                                       | 1 595 cm3 1 598 cm31 598 cm3 | 100 ch à 5 600 tr/min 105 ch à 5 700 tr/min 110 ch à 5 650 tr/min                       | 14,8 mkg à 3 800 tr/min 14,8 mkg à 4 500 tr/min 14,9 mkg à 4 800 tr/min                        | BM5/ BA4          | 189 km/h 192 km/h 195 km/h          | 7               |
| 1.8             | AGN                             | 4 cylindres en ligne - 20 S                                                         | -                                       | 1 781 cm3                    | 125 ch à 6 000 tr/min                                                                   | 17,0 mkg à 4 200 tr/min                                                                        | BM5               | 201 km/h                            | 8               |
| 2.0             | AQY/APK/AZH                     | 4 cylindres en ligne - 8S                                                           | -                                       | 1 984 cm3                    | 115 ch à 6 200 tr/min                                                                   | 16,5 mkg à 3 200 tr/min                                                                        | BM5               | 193 km/h                            | 8               |
| 1.8 T 1.8 T     | AGU/ARZ/AUM AUQ                 | 4 cylindres en ligne - 20S                                                          | 1 Turbo + Intercooler                   | 1 781 cm3                    | 150 ch à 5 700 tr/min 180 ch à 5 500 tr/min                                             | 21,0 mkg à 1 750 tr/min 24,5 mkg de 1 500 à 4 000 tr/min                                       | BM5/ BM6 /Tdi 170 | 216 km/h 228 km/h                   | 9 11            |
| V5 V5           | AGZ AQN                         | 5 cylindres en VR- 10S 5 cylindres en VR - 20S                                      | -                                       | 2 324 cm3                    | 150 ch à 6 000 tr/min 170 ch à 6 200 tr/min                                             | 20,5 mkg à 3 200 tr/min 22,0 mkg à 3 300 tr/min                                                | BM6/ BA4/ TPT5    | 216 km/h 224 km/h                   | 10 11           |
| V6              | AQP/AUE/BDE                     | 6 cylindres en VR - 24S                                                             | -                                       | 2 792 cm3                    | 204 ch à 6 200 tr/min                                                                   | 27,0 mkg à 3 200 tr/min                                                                        | BM6               | 235 km/h                            | 14              |
| R32             | BJS/BML/BFH                     | 6 cylindres en VR - 24S                                                             | -                                       | 3 189 cm3                    | 241ch à 6 250 tr/min                                                                    | 32,0 mkg à 2 800 tr/min                                                                        | BM6/ DSG6         | 247 km/h                            | 17              |
| Moteurs Diesel  |                                 |                                                                                     |                                         |                              |                                                                                         |                                                                                                |                   |                                     |                 |
| SDI             | AGP / AQM                       | 4 cylindres en ligne - 8S                                                           | -                                       | 1 896 cm3                    | 68 ch à 4 250 tr/min                                                                    | 13,6 mkg à 2 600 tr/min                                                                        | BM5               | 162 km/h                            | 5               |
| TDI TDI         | AGR / ALH AHF / ASV             | 4 cylindres en ligne - 8S                                                           | 1 Turbo + Intercooler                   | 1 896 cm3                    | 90 ch à 3 750 tr/min 110 ch à 4 150 tr/min                                              | 21,0 mkg à 1 900 tr/min 23,5 mkg à 1 900 tr/min                                                | BM5               | 180 km/h 193 km/h                   | 5 6             |
| TDI TDI TDI     | ATD / AXR AJM / AUY ASZ ARL     | 4 cylindres en ligne - 8S                                                           | 1 Turbo + Intercooler Injecteurs-pompes | 1 896 cm3                    | 100 ch à 4 000 tr/min 115 ch à 4 000 tr/min 130 ch à 4 000 tr/min 150 ch à 4 000 tr/min | 24,0 mkg à 1 800 tr/min 28,5 mkg à 1 900 tr/min 31,0 mkg à 1 900 tr/min 32,0 mkg à 1900 tr/min | BM5 BM6           | 188 km/h 195 km/h 205 km/h 216 km/h | 6 7 8           |

Disponibles en 4Motion : TDI 90-100-110 • TDI 115-130 • TDI 150 • 2.0 115ch • 1.8 125ch V5 • V6 • R32

## Golf City
Entre 2006 et 2010, une version redessinée de la Golf IV, appelée Golf City, est produite pour le marché canadien et également pour la Chine et en Amérique du Sud[réf. nécessaire]. Elle n'est disponible qu'en berline 5 portes uniquement. Elle fut commercialisée avec un moteur 2.0 L.

## Galerie de photographies

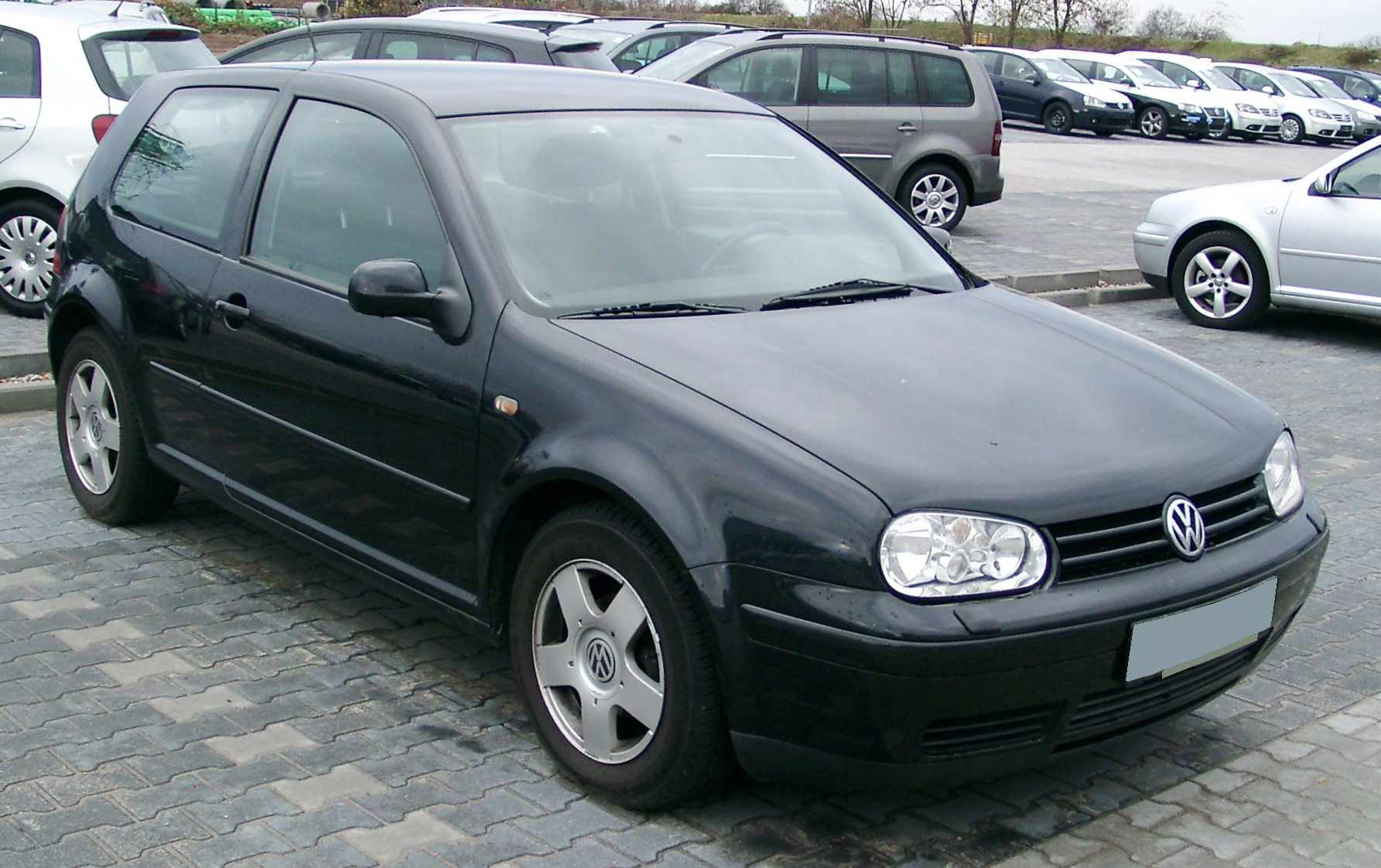
Golf IV 3 portes 1.6
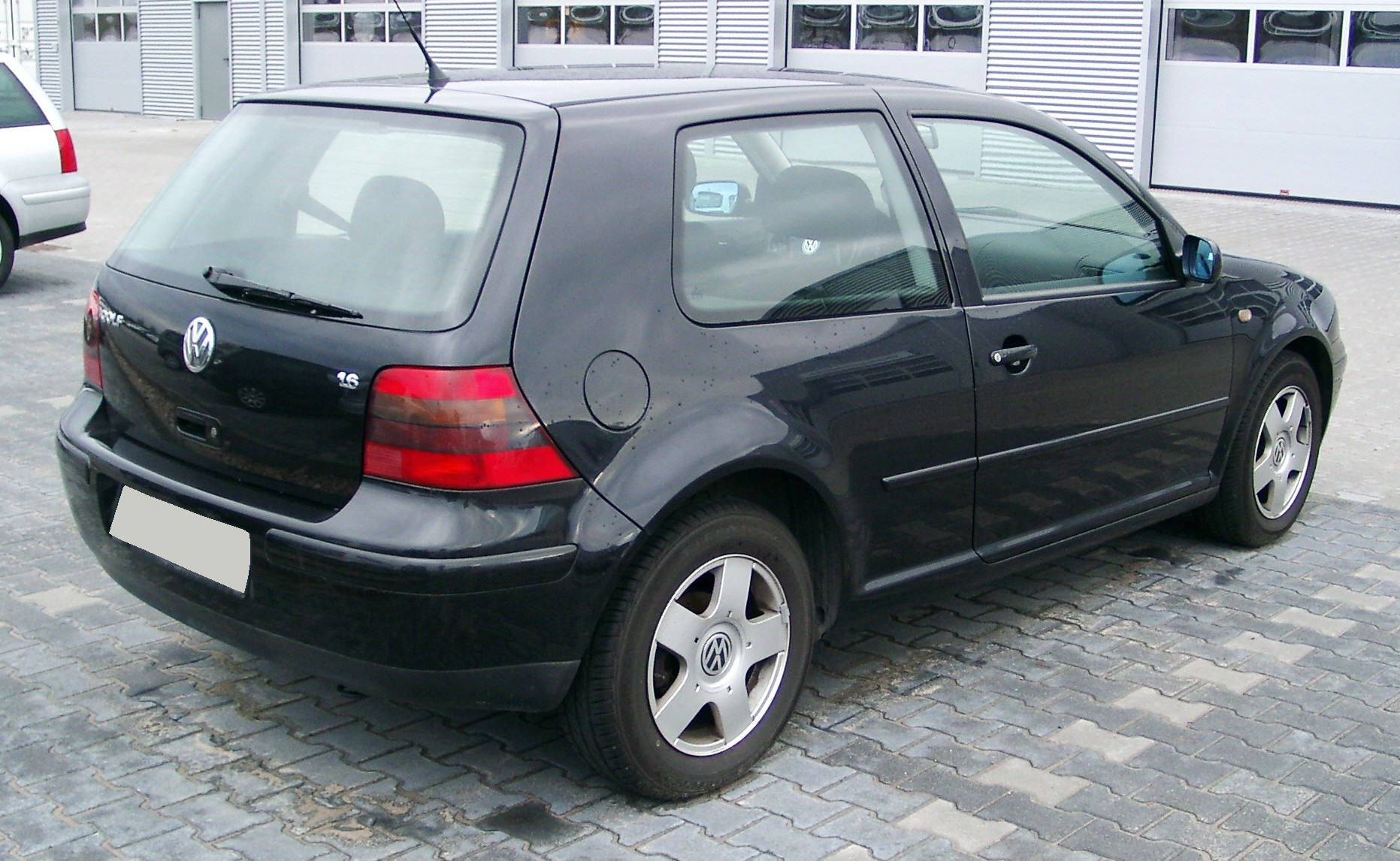
Golf IV 3 portes 1.6 3/4 arrière
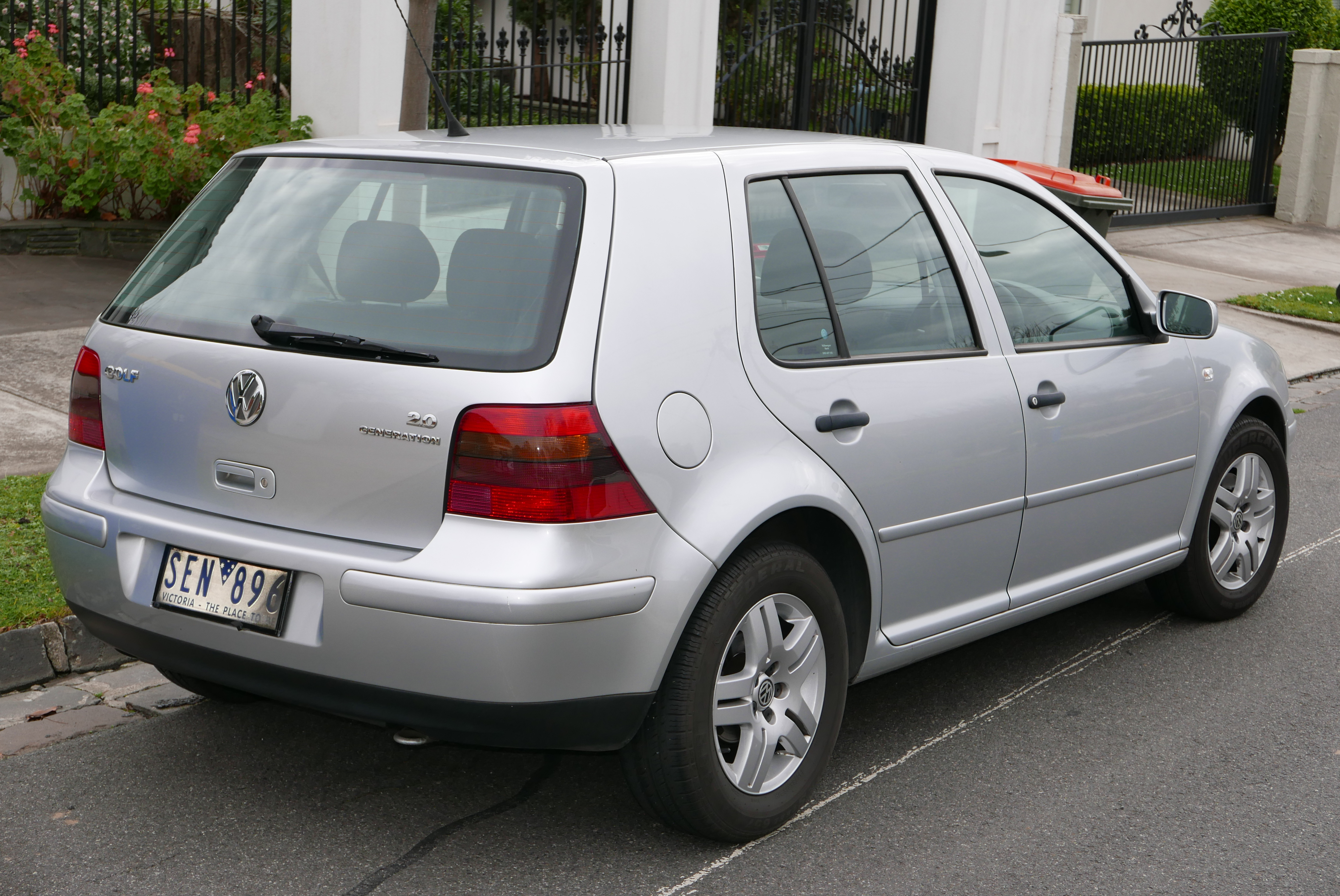
Golf IV 5 portes
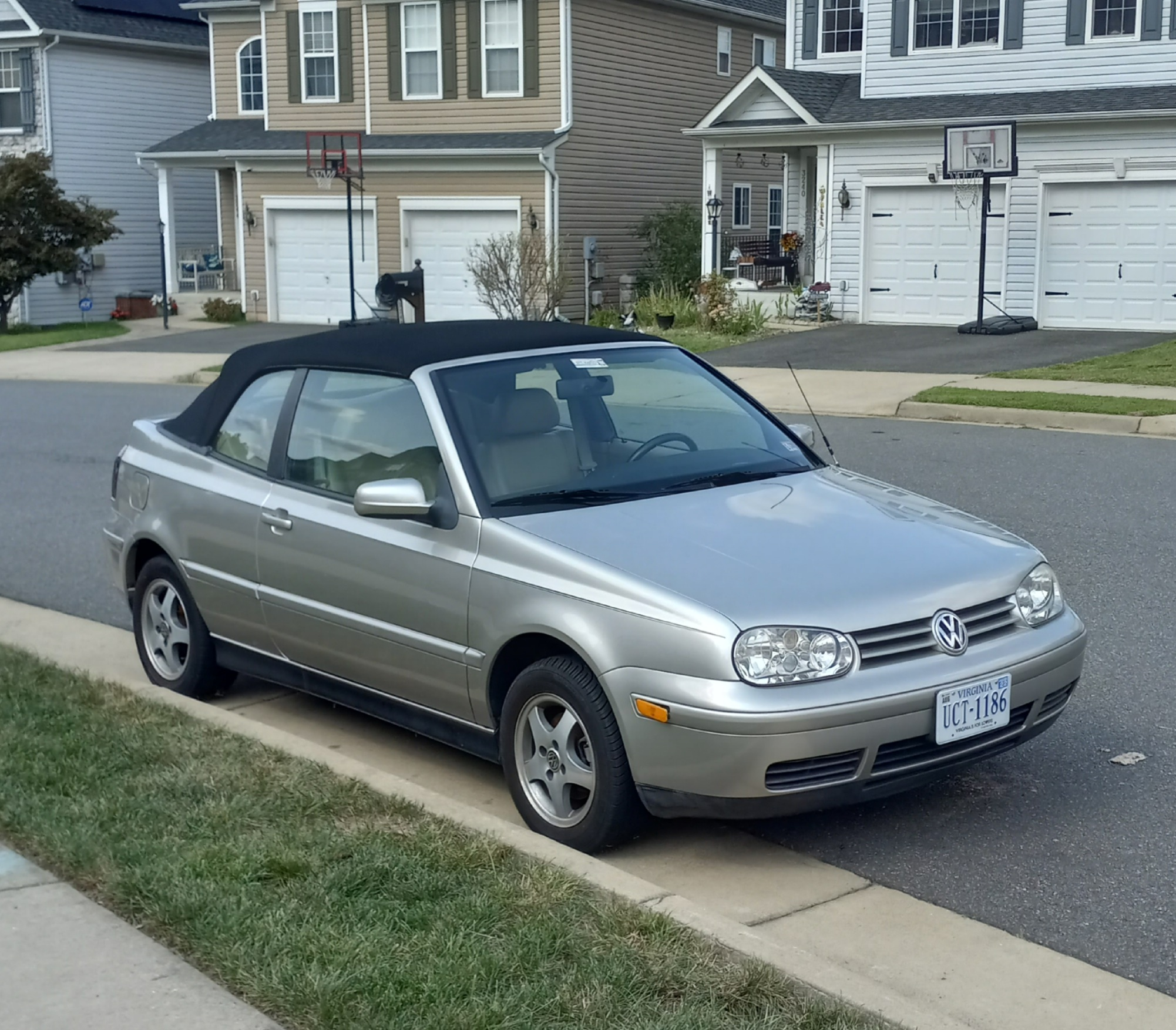
Golf 3.5 Cabriolet
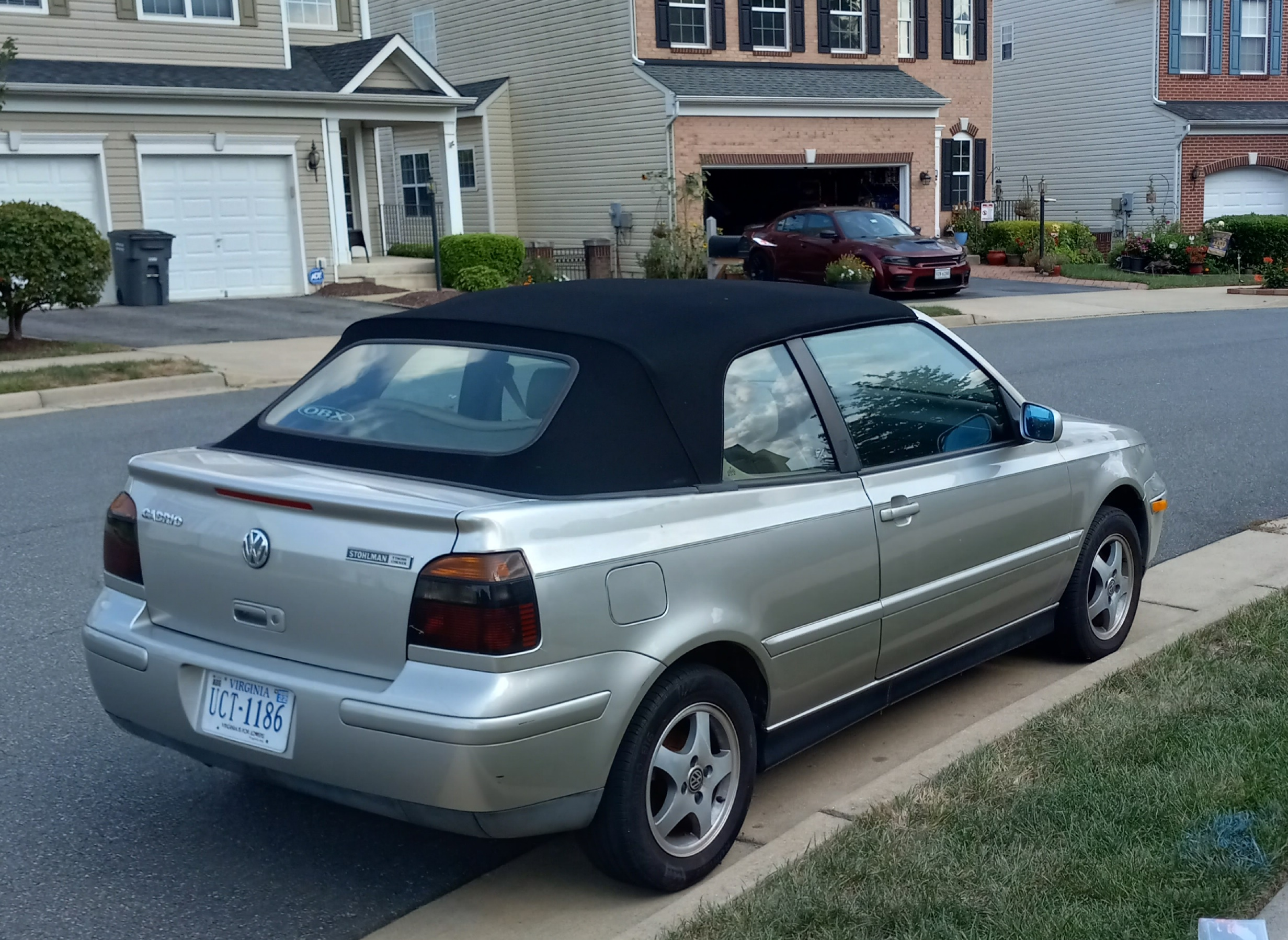
Golf 3.5 Cabriolet
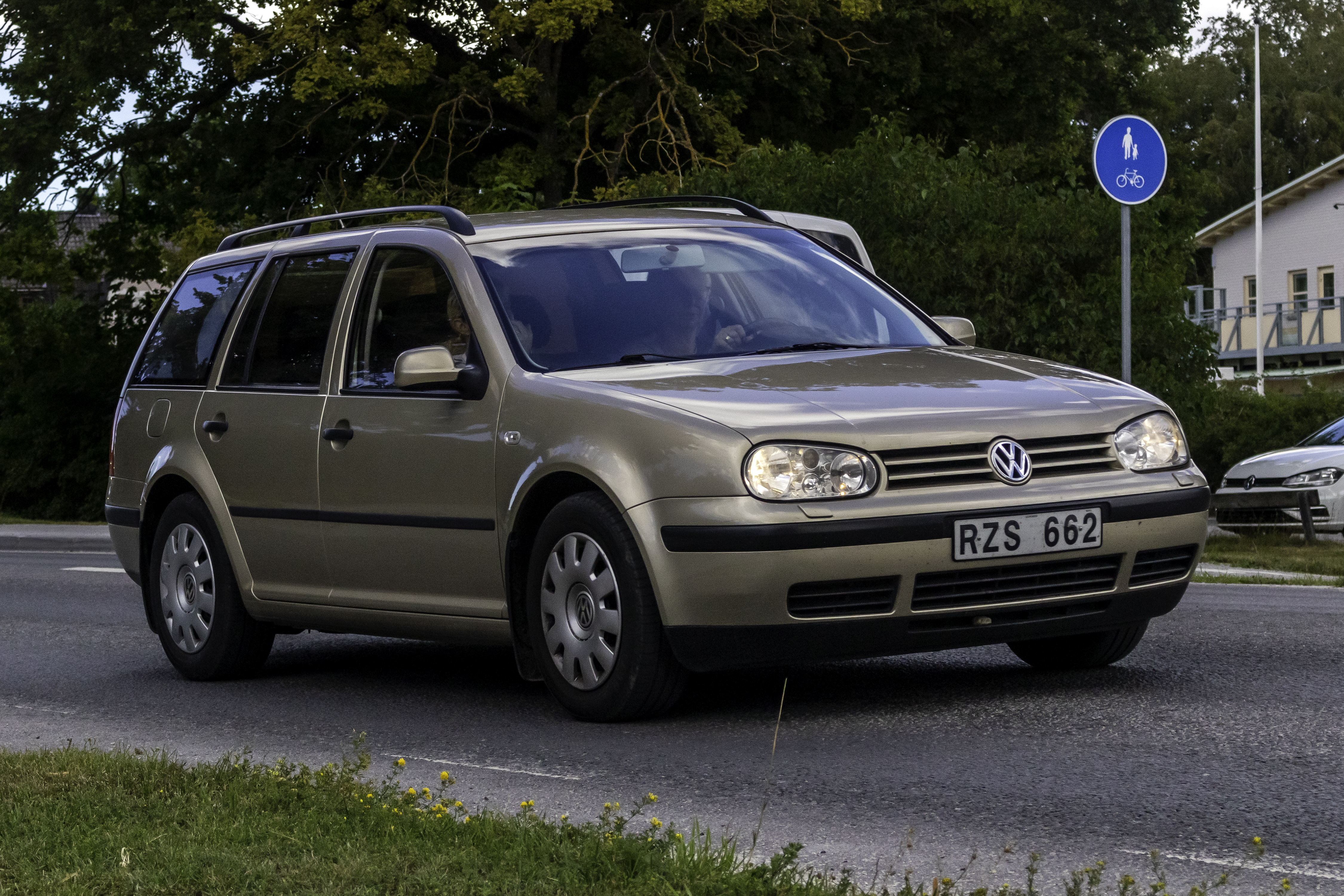
Golf IV Variant
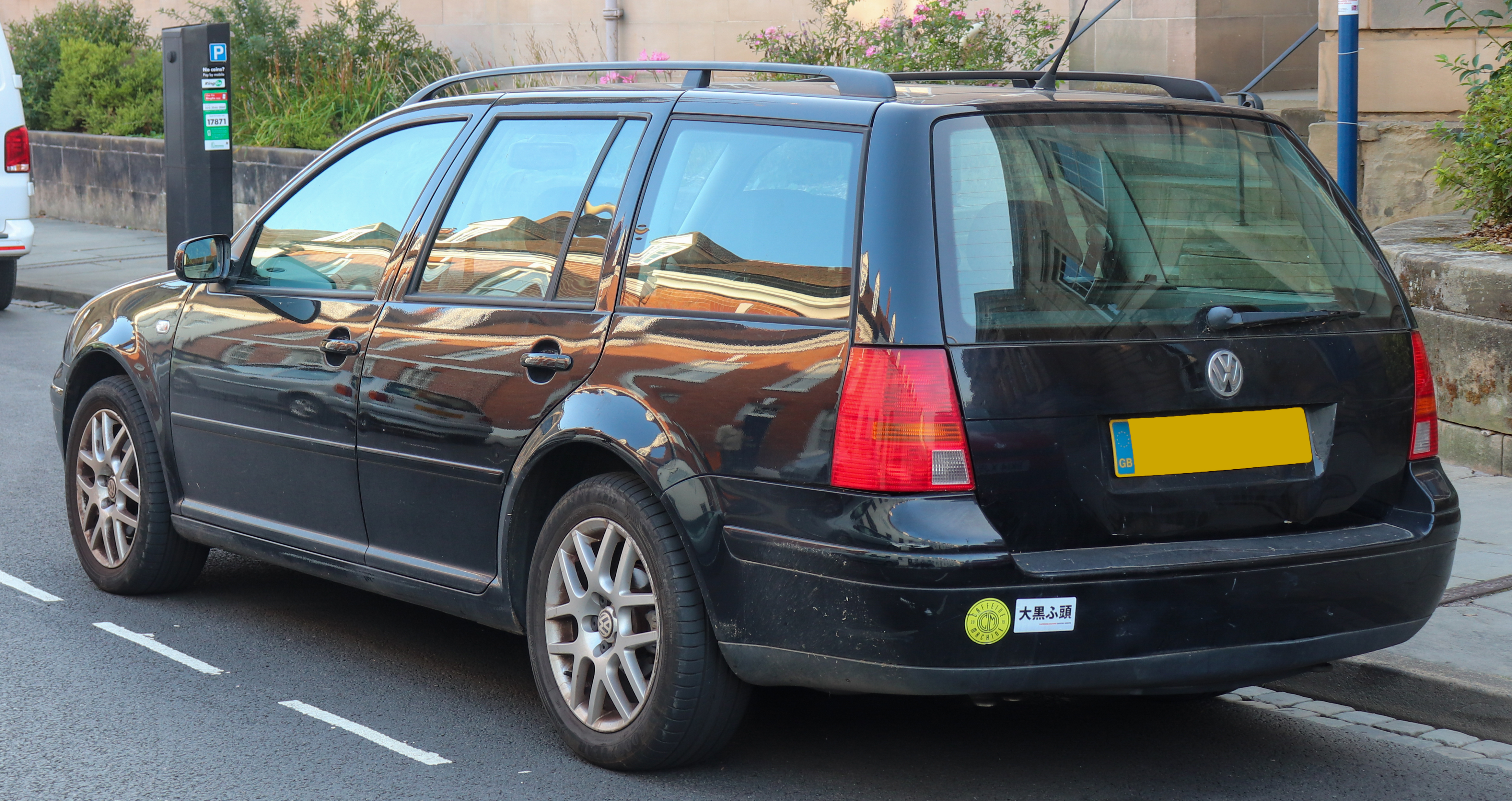
Golf IV Variant
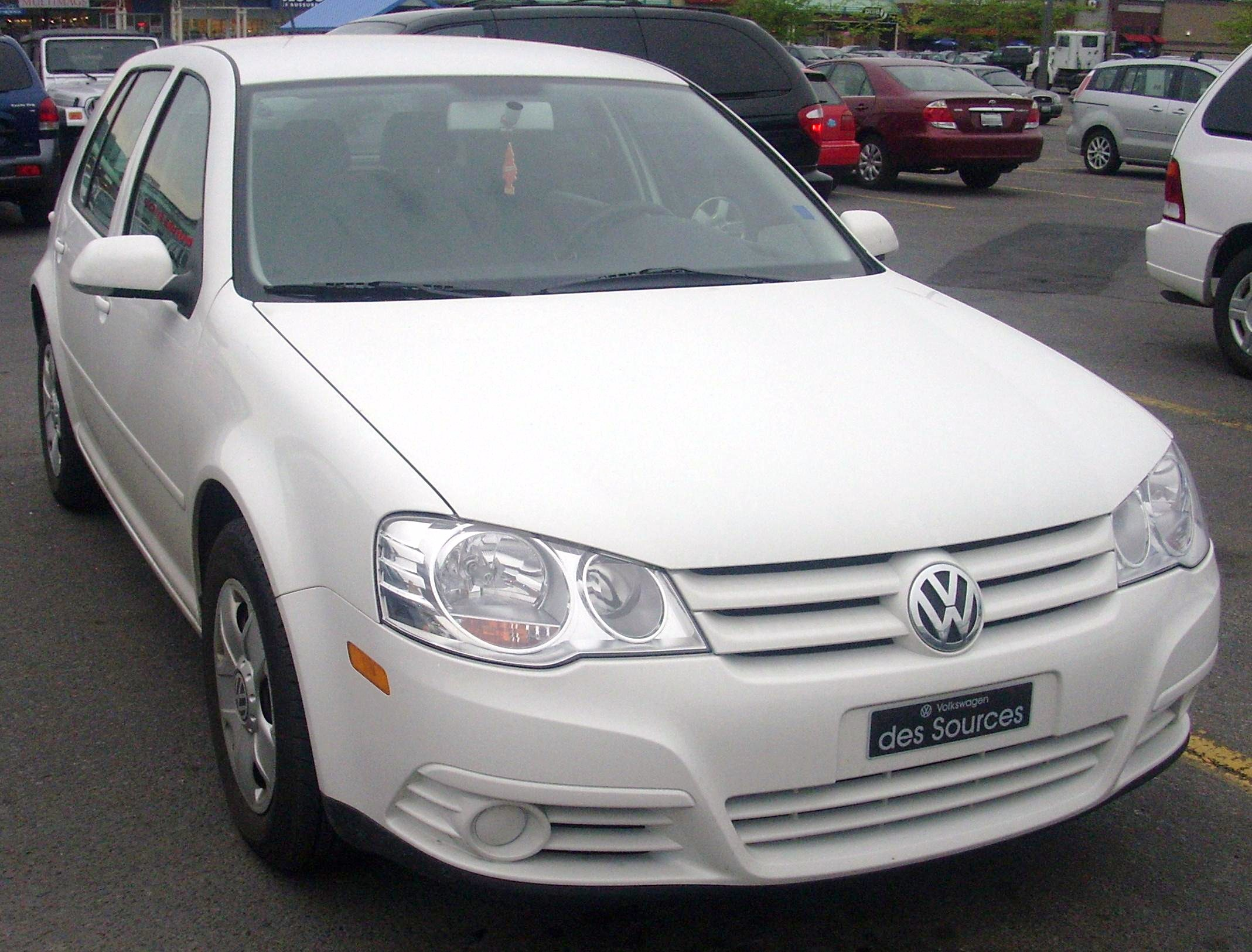
Vue frontale d'une VW City Golf
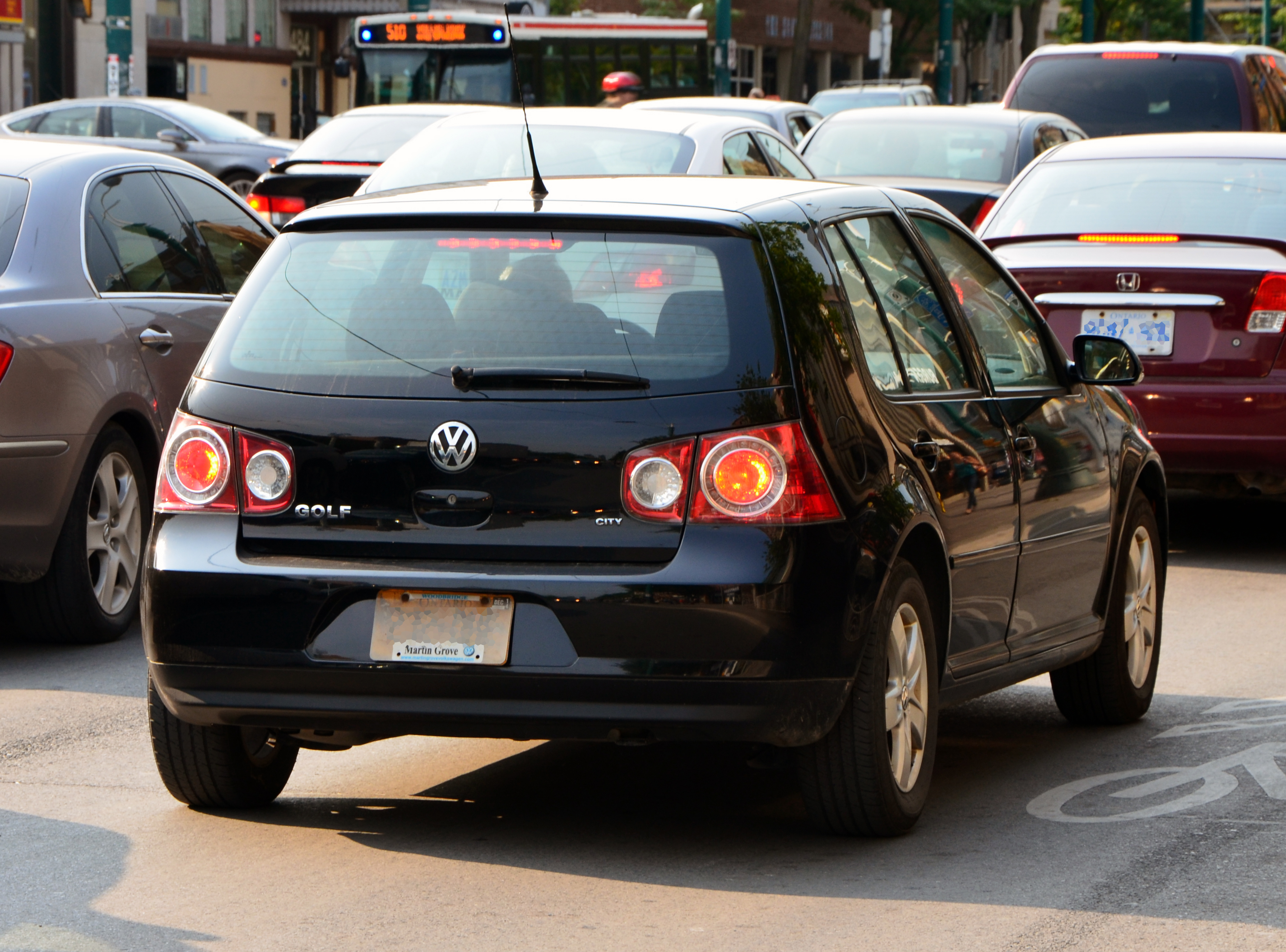
Vue arrière d'une VW City Golf
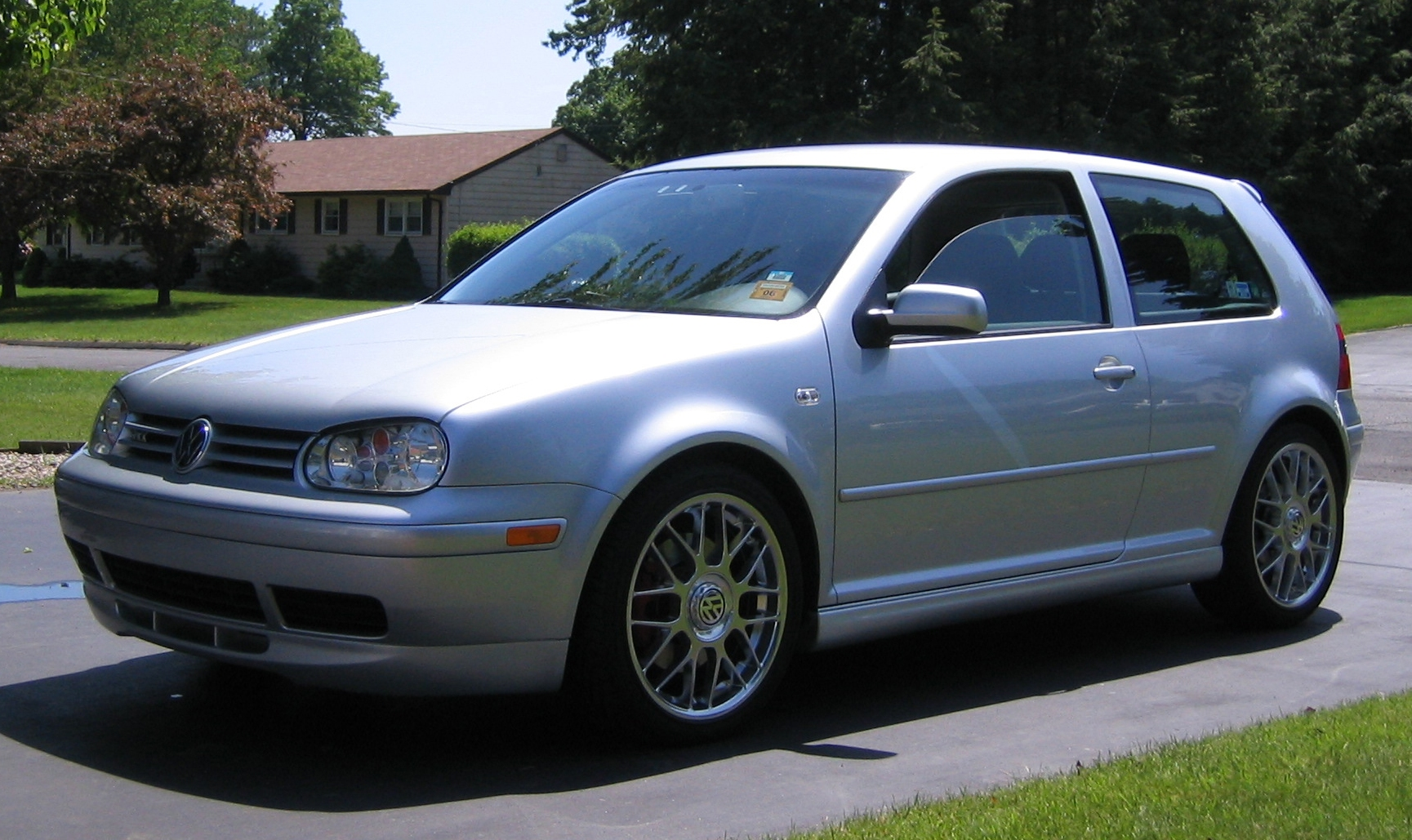
Golf IV GTI
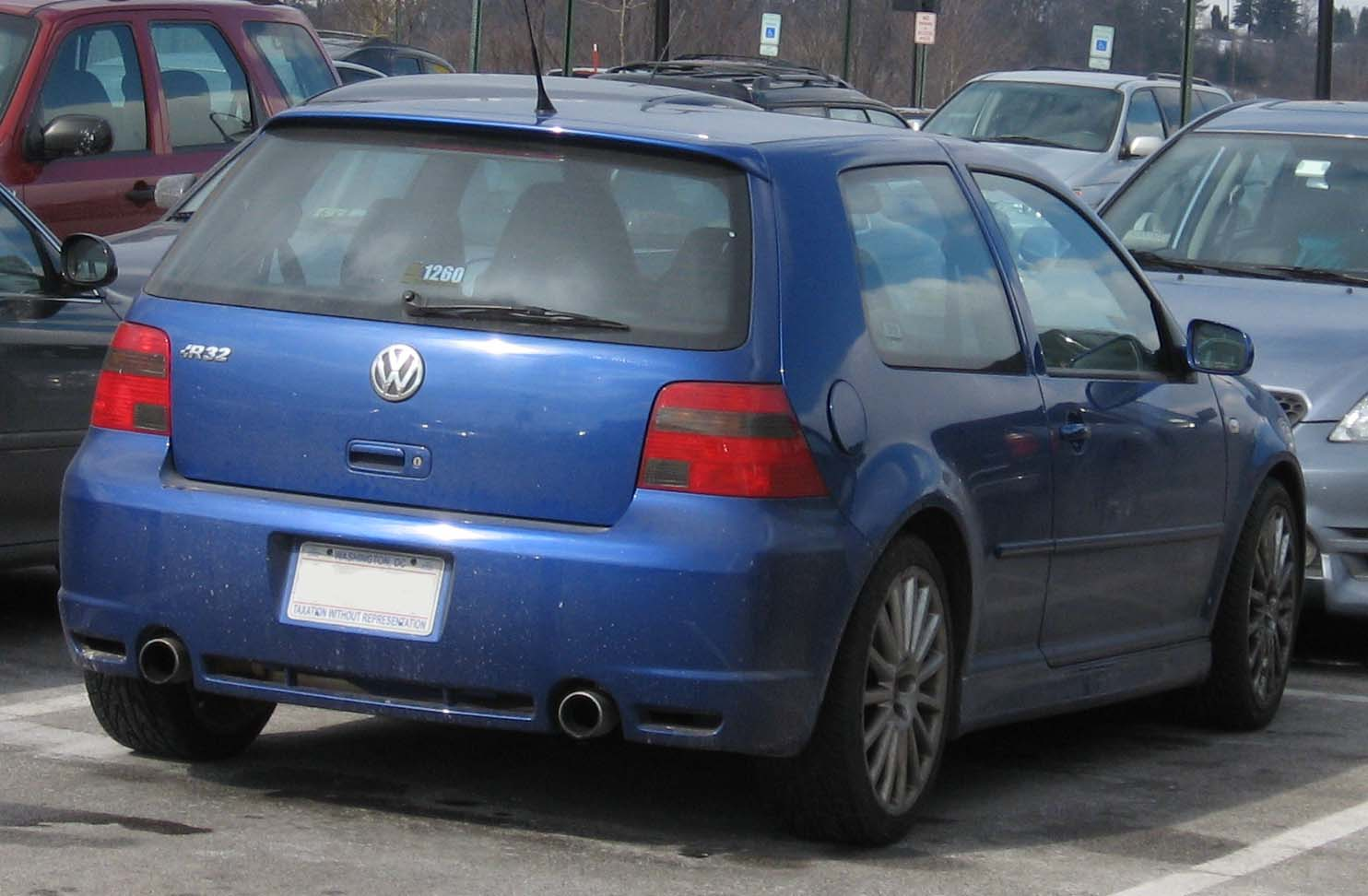
Golf IV r32